# Austen Smith
Austen Jewell Smith (Dallas, 23 de julio de 2001) es una deportista estadounidense que compite en tiro, en la modalidad de tiro al plato.
Participó en dos Juegos Olímpicos de Verano, obteniendo dos medallas en París 2024, plata en skeet mixto (junto con Vincent Hancock) y bronce en skeet, y el décimo lugar en Tokio 2020, en skeet.
Ganó una medalla de oro en el Campeonato Mundial de Tiro de 2023, en la prueba de skeet mixto. En los Juegos Panamericanos de 2023 obtuvo una medalla de bronce en la misma prueba.

## Palmarés internacional
| Juegos Olímpicos     | Juegos Olímpicos  | Juegos Olímpicos  | Juegos Olímpicos |
| Año                  | Lugar             | Medalla           | Prueba           |
| -------------------- | ----------------- | ----------------- | ---------------- |
| 2024                 | París (Francia)   | Medalla de plata  | Skeet mixto      |
| 2024                 | París (Francia)   | Medalla de bronce | Skeet            |
| Campeonato Mundial   |                   |                   |                  |
| Año                  | Lugar             | Medalla           | Prueba           |
| 2023                 | Bakú (Azerbaiyán) | Medalla de oro    | Skeet mixto      |
| Juegos Panamericanos |                   |                   |                  |
| Año                  | Lugar             | Medalla           | Prueba           |
| 2023                 | Santiago (Chile)  | Medalla de bronce | Skeet mixto      |